# Simone Duvalier
Simone Duvalier (phát âm tiếng Pháp: [simɔn dyvalje]; née ovide; 19 tháng 3 năm 1913 – 26 tháng 12 năm 1997), còn được gọi là Mama Doc, là vợ của nhà lãnh đạo Haiti, François "Papa Doc" Duvalier và đệ nhất phu nhân Haiti.

## Thơ ấu
Bà sinh ra với tên khai sinh Simone Ovide vào khoảng năm 1913 gần thị trấn Léogâne của Haiti, là con gái của một thương gia và nhà văn lai, Jules Faine và mẹ là Célie Ovide, là một trong những người giúp việc trong gia đình ông. Ngay từ nhỏ, mẹ bà đã bỏ đi, và bà đã dành phần lớn thời thơ ấu của mình trong một trại trẻ mồ côi ở Pétion-Ville, một vùng ngoại ô độc quyền trên những ngọn đồi phía trên Port-au-Prince. Những đứa trẻ mồ côi được khuyến khích để có được các kỹ năng nghề nghiệp và Simone Ovide được đào tạo như một trợ lý y tá. Khi đang làm y tá, bà đã gặp một bác sĩ trẻ tên là François Duvalier. Cặp đôi đã kết hôn vào ngày 27 tháng 12 năm 1939 và có bốn người con: Marie Denise, Nicole, Simone Khăn Queen, và Jean-Claude, con trai duy nhất của họ.

## Đệ nhất phu nhân
Sau khi kết hôn, François Duvalier trở thành bộ trưởng bộ y tế và lao động công cộng vào năm 1949 và giành chiến thắng trong cuộc bầu cử tổng thống năm 1957. Trong suốt 14 năm cầm quyền, vợ ông đã bảo vệ quyền tiếp cận với chồng và phát triển và thúc đẩy các mục yêu thích trong phủ của riêng mình.
Vì địa vị của bà, người Haiti gọi bà là "Mama Doc". Bà giống như chồng mình, được ghi chép lại là một chuyên gia về Vodou. Bà luôn làm việc thiện; phân phát từ thiện cho cư dân của "Cite Simone", một khu định cư được lên kế hoạch đặt tên theo tên bà ngày nay là Cité Soleil, một trong những khu ổ chuột khốn khổ nhất ở Mỹ Latinh.
Ảnh hưởng của Simone Duvalier lên đến đỉnh điểm sau cái chết của chồng vào ngày 21 tháng 4 năm 1971, khi con trai mười chín tuổi Jean-Claude Duvalier kế vị cha mình là "Tổng thống trọn đời" của Haiti. Simone Duvalier vẫn giữ được danh hiệu Đệ nhất phu nhân và hưởng quyền lực. Theo một số cộng sự của mình, bà vô cùng phẫn nộ khi phải từ bỏ vai trò đó sau khi Jean-Claude Duvalier kết hôn năm 1980 và bà bị giáng chức thành "Người bảo vệ Cách mạng Duvalierist".

## Lưu vong và qua đời
Khi con trai bà bị phế truất quyền lực vào tháng 2 năm 1986, Simone Duvalier đã cùng ông và vợ, Michèle Bennett, sống lưu vong ở Pháp. Bà hiếm khi được nhìn thấy ở nơi công cộng. Sau cuộc ly hôn cay đắng với con trai với vợ, Simone Duvalier sống cùng con trai trong cảnh tương đối nghèo khó ở ngoại ô Paris.
Bà mất vào ngày 26 tháng 12 năm 1997.